# Ken McDonald
Kenneth Michael McDonald, detto Ken (Providence, 4 marzo 1970), è un ex cestista e allenatore di pallacanestro statunitense.